# Sala de leitura

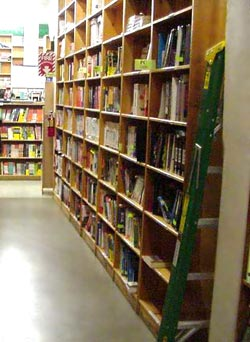
Ilustração de estante de sala de leitura.

A sala de leitura constitui-se em um ambiente que pode ser instalado em diversos contextos, como em escolas, bairros, condomínios, igrejas, organizações não governamentais, organizações privadas ou outros, onde há a possibilidade de estabelecer um envolvimento maior não apenas com a leitura, mas também com atividades lúdicas, projetos culturais, produção artística e intelectual do público participante, bem como a expansão do próprio ato de ler,  realizando-o de maneira mais crítica, ativa e compartilhada, buscando contribuir para a formação de sujeitos leitores. 
No contexto brasileiro, é comum que haja uma confusão entre as terminologias Biblioteca Escolar e Sala de Leitura, visto que ambas são tratadas como sinônimos. No entanto, há uma diferença entre os dispositivos, uma vez que a Sala de Leitura não possui um acervo caracterizado para uma sala de leitura específica e não necessita da atuação de um bibliotecário, assim como existe uma mobilidade de tal ambiente, podendo, inclusive, constar dentro das bibliotecas.

## História no Brasil
O  desenvolvimento de espaços destinados ao aprimoramento da leitura no Brasil surge na década de 1980 em decorrência das necessidades sociais que avolumavam-se na época, como a crescente massa urbana e a falta de profissionais capacitados para atuar no mercado, explicitando ainda mais os baixos níveis educacionais, de leitura e de letramento. Logo, partir da década de 1980, mais especificamente no ano de 1988, a Fundação de Assistência ao Estudante (FAE), ao lado do Ministério da Educação e Cultura (MEC), criam o Projeto Sala de Leitura, estabelecendo como público alvo as crianças e os jovens, além de manter o desejo de abranger todo o país com o incentivo à leitura, realizando, para isso, a distribuição de livros de literatura e livros didáticos, principalmente em escolas públicas de Ensino Fundamental de São Paulo. 
Embora diferente da Biblioteca Escolar, mas não dissociado a esta, o Projeto Sala de Leitura, que ampliou o uso do termo face ao setor, possui uma origem proveniente de uma escola e de uma biblioteca infantil, do mesmo modo em que caminhou, em seus fundamentos, ao lado de outros projetos, como o Plano Trienal do Programa Escola-Biblioteca, que previa metas entre os anos de 1976 e 1978 para expandir o alcance do programa. Na década de implantação das salas de leitura, 1980, o projeto encarregado em dar seguimento às atividades somou diversos avanços para as bases do ambiente de leitura. Alguns exemplos são as cinco participações na Bienal Internacional do Livro, 225 unidades instaladas e mais de 200 mil alunos atendidos, assim como houve um distanciamento dos ideais da Biblioteca Escolar e a apreciação da leitura passou a ser o núcleo motivador do projeto.
Já nos anos 1990 havia mais de 300 salas de leitura em funcionamento, incorporando agora as escolas que não possuíam um ambiente de leitura adequado, como as Escolas Municipais de Ensino Infantil (EMEIs). São instituídas também mais participações e parcerias culturais, como ao lado do Itaú Cultural, da Cinemateca e conversas com escritores, da mesma forma em que as participações na Bienal Internacional do Livro e a expansão dos acervos continuavam a ocorrer. Entre os anos 2000 e 2010 as salas de leitura já se mostravam consolidadas e ativas, gerando novas associações com os Centros de Educação Infantil (CEIs) e Centros Integrados de Educação de Jovens e Adultos (CIEJAs), do mesmo modo em que foi criado o Programa Minha Biblioteca e os cursos para educadores, como o Programa Círculo de Leituras, em parceria com o Instituto Tomie Ohtake.
Em 2009, especialmente no dia 18 de fevereiro, a Resolução SE 15 consolidou o Projeto Sala de Leitura nas escolas públicas estaduais de São Paulo, consolidando todos os avanços conquistados pelo projeto no decorrer dos anos. Com a Resolução ativa, 604 municípios foram atendidos e o acesso a diferentes materiais foi permitido aos alunos, ou seja, livros, catálogos, vídeos, CDs, DVDs, jornais e outros passaram a ser itens do cotidiano escolar de diferentes estudantes. 
A última atualização do Projeto Sala de Leitura foi feita em 2017 e, através de seu histórico, torna explícito que o caminho de diversas crianças e jovens foi reconstruído a partir da interação com a leitura, salientando a importância de tais ambientes face à formação dos sujeitos.

## Mediadores
O indivíduo responsável por mediar a sala de leitura é o Professor Orientador de Sala de Leitura, que participa do processo de expansão e curadoria de tais ambientes desde o surgimento do espaço. Como o próprio nome menciona, o Professor apresenta-se como o profissional que detém mais capacidade para agir na sala de leitura, uma vez que conhecer e participar ativamente das atividades escolares auxilia no entendimento das necessidades educacionais dos alunos. 
Antes de ser intitulado como Professor Orientador de Sala de Leitura, o profissional já foi conhecido também como Professor Encarregado da Sala de Leitura, podendo, atualmente, ser indicado pelo diretor da escola em questão caso o professor se enquadre no perfil estipulado pela Resolução SE 15, que demanda, de preferência, um profissional formado em Letras, com experiência educacional de três anos e que seja um docente associado à Secretaria de Estado da Educação, na condição de readaptado. 
Nota-se que, apesar de desempenharem um papel que pode movimentar a sala de leitura, os Bibliotecários não são tratados como os mediadores centrais para tais ambientes, ressaltando-se a diferença entre a sala de leitura e a Biblioteca Escolar; mas ao mesmo tempo há a desvalorização do potencial mediador do bibliotecário, que não demanda ser, obrigatoriamente, contratado para atuar nas salas de leitura.
Em um contexto generalista, o responsável pela sala de leitura deve estar preparado para agir ao lado de seu público, estar apto a desenvolver atividades lúdicas, fazer bom aproveitamento do espaço da sala, estimular a troca coletiva de ideias, naturalizar a leitura como ato de prazer e evidenciar as belezas dos livros. Toda mobilização do Professor Orientador de Sala de Leitura resultará não só na formação de sujeitos protagonistas, mas também na construção de salas de leitura como ambientes únicos. 

## Melhorias
Embora seja tratada, geralmente, no contexto da Escola, uma vez que as suas origens remetem ao ambiente, a sala de leitura pode transcender esse contexto e alcançar outros setores da sociedade, especialmente os lares e as famílias que possuem membros que frequentam as escolas, principalmente as de Ensino Fundamental I. A partir da demanda não só de alunos, mas também de parcela da população, a sala de leitura precisa ser bem desenvolvida e preparada para receber os mais diversos públicos, necessitando que a comunidade escolar aja como agente de mediação do espaço neste momento. Paralelamente, algumas pesquisas apontam que os índices de leitura no Brasil não são positivos, evidenciando que as salas de leitura precisam enfrentar obstáculos culturais e sociais para cumprir com a sua funcionalidade. 
Perante as implicações da sala de leitura, algumas medidas de melhoria podem ser sugeridas:
- Utilização de banners e quadros ilustrativos com informações sobre as práticas da sala de leitura;
- A sala de leitura deve incentivar a participação de professores no ambiente;
- Promover visitas orientadas que expliquem o funcionamento da sala de leitura, bem como suas atividades que podem ser desenvolvidas a partir do próprio espaço;
- O espaço deve estar aberto para receber novos documentos e sugestões de seu público;
- Os professores podem recomendar a sala de leitura como um espaço de pesquisa para os seus alunos;
- As famílias podem participar ativamente das atividades desenvolvidas pela sala de leitura, bem como sugerir brincadeiras e acompanhar as crianças;
- Promoção do empréstimo de livros da sala de leitura para todos os membros da sociedade;
- Promover a interação do público com leituras ativas;
- Promover concursos de produção de texto, leitura encenada, saraus e outras atividades culturais;
- Contratação de profissionais que estejam envolvidos com os projetos da sala de leitura, assim como desejam desenvolvê-la em conjunto com o seu público.

Desse modo, a expansão do uso da sala de leitura está relacionada com a participação e com o uso que os sujeitos dão ao ambiente, seja em um contexto escolar ou não. Quando as medidas de melhoria são aplicadas, a interação entre o ambiente e os indivíduos passa a ser não só a ocupação de um espaço social compartilhado, mas também um nicho de apropriação e transferência de vivências, visto que a leitura e todos os processo que a envolvem são capazes de alavancar a criatividade, o diálogo e os desafios que ocorrem em conjunto com a sociedade.

## Legislação da Sala de Leitura
A estruturação do Projeto Sala de Leitura, precursor das salas de leitura hoje vigentes em dispositivos como escolas e locais públicos por todo o Brasil, moldou-se a partir da implementação de atos legais perante os municípios, cidades e estados brasileiros que receberam os espaços em seu momento inicial de desenvolvimento. A Portaria nº 2.032 de 13 de julho de 1972 foi o primeiro ato administrativo aplicado ao projeto, referindo-se à união entre a Escola Municipal Maria Antonieta D’Alkimin Bastos e a Biblioteca Infantil Anne Frank. Um ano mais tarde, o Decreto nº 10.541, de 29 de julho de 1973, institui que o Programa Escola-Biblioteca (PEB) torne-se permanente, bem como em 13 de dezembro de 1975, em que o Decreto nº 12.310 deu início à Semana do Livro nas Escolas Municipais, exibindo-se como um dos resultados derivados da Portaria nº 5.697/1975, a responsável por incluir o Professor Orientador de Sala de Leitura ao ambiente e organizar o mesmo.
O Decreto nº 15.002, de 31 de março de 1978, estabelece o surgimento do Setor de Atividades Escola-Biblioteca, que pertenceu ao Departamento de Planejamento e Organização (DEPLAN). Com o crescimento do projeto, mais salas de leitura foram inauguradas, explicitando que os suportes administrativos empregados nos primeiros dez anos do projeto precisavam ser revigorados. Para tanto, a Portaria nº 9.517, de 30 de dezembro de 1982, estabelece o novo Regime Comum das Escolas Municipais, que considera a sala de leitura como uma prática relacionada ao currículo escolar das instituições, enquanto que  em 1983 o Decreto nº 18.576, de 03 de fevereiro do mesmo ano, define que mais de 250 salas de leitura sejam instaladas nas escolas municipais. O ano de 1990 deparou-se com marcos legislativos importantes para a sala de leitura, uma vez que o Decreto nº 28.603, de 20 de março, instituiu um novo Regimento Comum das Escolas Municipais, assim como a Portaria nº 3.128 efetivou a regulamentação de atividades nas salas de leitura das escolas. Semelhantemente, em 30 de junho de 1997 foi publicado o Decreto nº 36.969 que expandiu para as escolas de Educação Infantil a abrangência das salas de leitura; contudo, não obrigava a contratação de um profissional adequado para atuar no espaço, que passa a ser uma demanda da Portaria nº 7.851, de 30 de dezembro de 1997, além de que o professor escolhido deveria possuir formação na área de Língua Portuguesa. Em 2001 ocorrem algumas mudanças, pois os professores de Ensino Fundamental I e II podem, também, se candidatar para vagas de Professor Orientador de Sala de Leitura, como estabelecido pela Portaria nº 3.234. Neste mesmo ano entrava em vigor o Plano Nacional de Educação 2001-2009, com o objetivo de implementar uma educação cidadã no país, impulsionando ainda mais os cuidados destinados às salas de leitura.
Consequentemente, a mobilização dos diversos níveis de escolaridade básica do Brasil, perante os alcances da sala de leitura, continuaram a embasar as mudanças e melhorias adequadas ao projeto, tanto que no ano de 2003 a Lei Federal nº 10.753, mais especificamente em seu artigo 18, começa a tratar o livro como um material de consumo, diferente de um material permanente, como costumava ser referido. A mudança de tratamento dos livros implicou novas designações para o material mais comum das salas de leitura, bem como exigiu que as unidades recebessem os itens de uma maneira normalizada que atendesse às necessidades do ambiente, com um prazo de cumprimento que deveria ser concluído até o ano de 2009.
Entre os anos de 2006 e 2007 foram criados os Programas “São Paulo é uma escola” — através da Portaria nº 104, de 07 de janeiro de 2006 — e “Minha Biblioteca” — a partir da Portaria nº 3.668, de 25 de agosto de 2006 —, que visavam discutir sobre o horário de funcionamento das salas de leitura em consonância com as atividades de sala de aula. Já em 2008, a Resolução SE nº 97, de 23 de dezembro, efetivou as proposições colocadas pelo Plano Nacional de Educação acerca das atividades dos professores, dispondo através de artigos e parágrafos diversos apontamentos relacionados aos exercícios que podem ser encaminhados dentro da sala de leitura juntamente com o seu público.
Foram reafirmados em 2015, por meio da Portaria nº 7.655, as necessidades organizacionais, de atendimento e o tratamento laboral do Professor Orientador de Sala de Leitura nas escolas da rede municipal de ensino de São Paulo, consolidando a posição de ampla responsabilidade que cabe às salas de leitura, uma vez que tanto o ambiente em si quanto à mediação proporcionada ao público dependem do suporte governamental para dar seguimento a um compartilhamento informacional adequado e enriquecedor.

## Acervo
As salas de leitura foram criadas em meio a um contexto que tomava o livro como material básico e essencial dos dispositivos informacionais, resultando em um investimento maior sobre o item, que se tornou um símbolo das salas de leitura. Logo no começo de sua disseminação, as salas de leitura receberam, principalmente, livros de literatura infantojuvenil, livros de histórias e também didáticos, que podiam ser levados para casa. Além disso, coletâneas e coleções literárias foram disponibilizadas aos acervos, não apenas do Projeto Sala de Leitura, mas também de outros, como o “Literatura em minha casa”, que assim como as salas de leitura, atuava por meio de seu acervo diversificado para alcançar um número maior de leitores, especialmente nas escolas.
Atualmente, as salas de leitura são equipadas com itens documentários diversos, como livros, vídeos, jornais, CDs, DVDs, revistas e acesso à internet, bem como funciona através da mediação de professores orientados que sabem manusear e explicar apropriadamente os seus usos aos alunos, construindo participações mais ativas entre o dispositivo e a formação informacional dos estudantes. Geralmente os documentos da sala de leitura são adquiridos através da compra feita pelo órgão responsável pelo dispositivo, que costuma ser o Ministério da Educação e Cultura (MEC). Os itens obtidos são aqueles que já se encontram no mercado editorial, e em grande parte serão destinados às escolas com baixo poder aquisitivo, conforme mapeado previamente. Embora possam ser levados para casa, os itens da sala de leitura pertencem à escola e focam atender, especialmente, as crianças, demandando que sejam arranjados de maneira que permita um fácil acesso e visualização. 
No entanto, muitas vezes há uma demora para que o acervo do ambiente seja revitalizado, assim como não há contratações imediatas de professores orientadores de sala de leitura, refletindo na maneira como o espaço atua e permanece aberto ao público, uma vez que os itens atualizados podem atrair mais facilmente os usuários do ambiente.

## Arquitetura e Mobiliário
Antes de entender o espaço físico das salas de leitura é necessário voltar o olhar para o espaço imaterial, aquele que constitui-se de desejos e almeja um único ponto coletivo: formar um leitor crítico. Para isso, o ambiente da sala de leitura deve corresponder com as proposições do espaço, isto é, devem ser reunidas as possibilidades do espaço com as ideias dos professores orientadores de sala de leitura, bem como instituídas atividades que dialoguem com os contextos do público. 
A arquitetura das primeiras salas em si se difere muito, uma vez que grande parte das salas de leitura estavam situadas dentro de escolas, reservadas em locais que antes não eram destinados ao ofício de abrigar os documentos, necessitando que as práticas pedagógicas fossem estabelecidas pelo próprio corpo docente das instituições, enquanto que o mobiliário era fornecido pelo Estado; neste caso, principalmente pela Prefeitura de São Paulo.
Nos dias atuais, as escolas municipais brasileiras que foram mapeadas para receber salas de leitura já apresentam a ideia do ambiente em sua planta, evidenciando que o propósito do projeto está interligado até mesmo com o esqueleto da obra. Contudo, recorda-se que as salas de leitura assemelhavam-se muito mais com bibliotecas escolares ou, até mesmo, salas de aula, exigindo que mudanças estruturais fossem empregadas. 

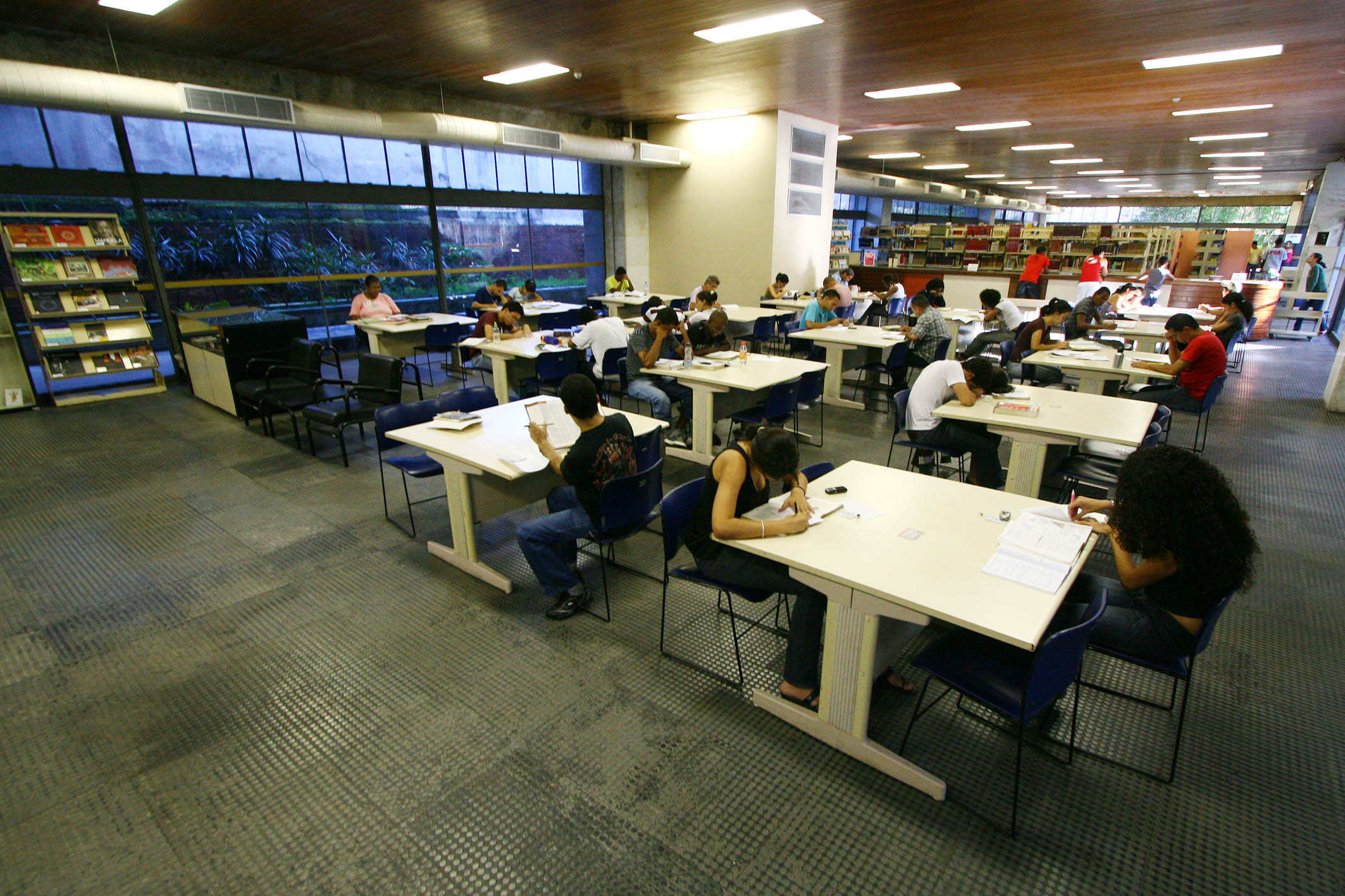
Sala de leitura situada na Biblioteca Pública do Estado da Bahia. Possui ampla ventilação e acessibilidade.

Da mesma maneira que a atuação do professor orientador de sala de leitura e do envolvimento do público, o ambiente passou a seguir algumas padronizações pontuadas pelos organizadores do Projeto Sala de Leitura, que definem:  
- mesas e cadeiras dispostas para possibilitar atividades em grupo e individuais;
- espaços planejados que permitem ventilação, feita por um ventilador e facilitada pela disposição das estantes;
- mesas multiuso para atividades diversas, acessível para cadeirantes;
- mural com informações gerais sobre o andamento, frequência de usos e atividades da sala de leitura;
- acesso a computadores e lousa branca;
- a disposição correta das estantes, permitindo a locomoção dos usuários.

## Sala de Leitura e Mediação Informativa
Em contextos pedagógicos cercados por novas interações comunicacionais e informacionais, as salas de leitura podem, e devem, seguir por caminhos mais ativos informacionalmente, visto que o ambiente em si funciona como um nicho poderoso de mediação cultural. Consequentemente, com a incorporação das Tecnologias da informação e comunicação na Educação, a sala de leitura tem o seu horizonte ampliado, porque pode agora não apenas ocupar a posição de núcleo do conhecimento, espaço onde se aprende a amar a leitura e toda a literatura que a possibilita, mas também portar-se como um dispositivo educativo e cultural inédito, não focado em ensinar para quê utilizar os livros, para quê navegar na internet, ou para quê ser um bom leitor,  mas sim intencionando agir com a apropriação dos sujeitos que frequentam o espaço. 